# Зозуляни
Зозуляни (рос. Зозуляны; рум. Zăzuleni) — село в Рибницькому районі в Молдові (Придністров'ї).
Згідно з переписом населення 2004 року у селі проживало 19% українців.